# Oestrich-Winkel
Oestrich-Winkel est une ville de Hesse (Allemagne), située dans l'Arrondissement de Rheingau-Taunus, dans le district de Darmstadt. C’est une ville du Rheingau, elle est connue pour ses cultures de vigne.

## Personnalités liées à la ville
- Georges-Frédéric de Greiffenclau (1573-1629), prince-électeur né au château de Vollrads.
- Karl Philipp von Greiffenclau zu Vollrads (1690-1754), prince-évêque né au château de Vollrads.
- Johannes Lorenz Isenbiehl (1744-1818), théologien catholique, est mort à Oestrich.

Oestrich-Winkel
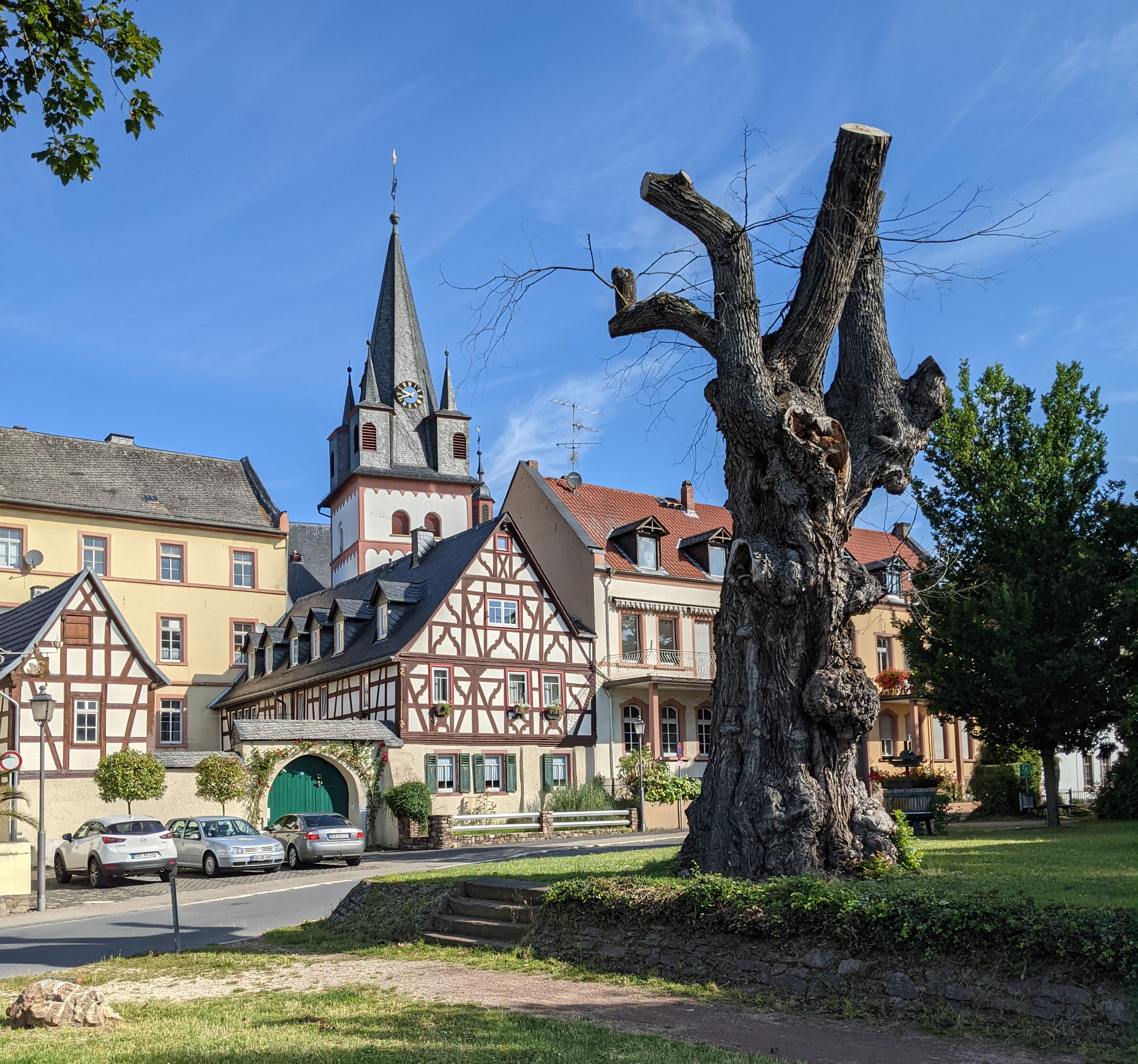
Saint-Martin Oestrich
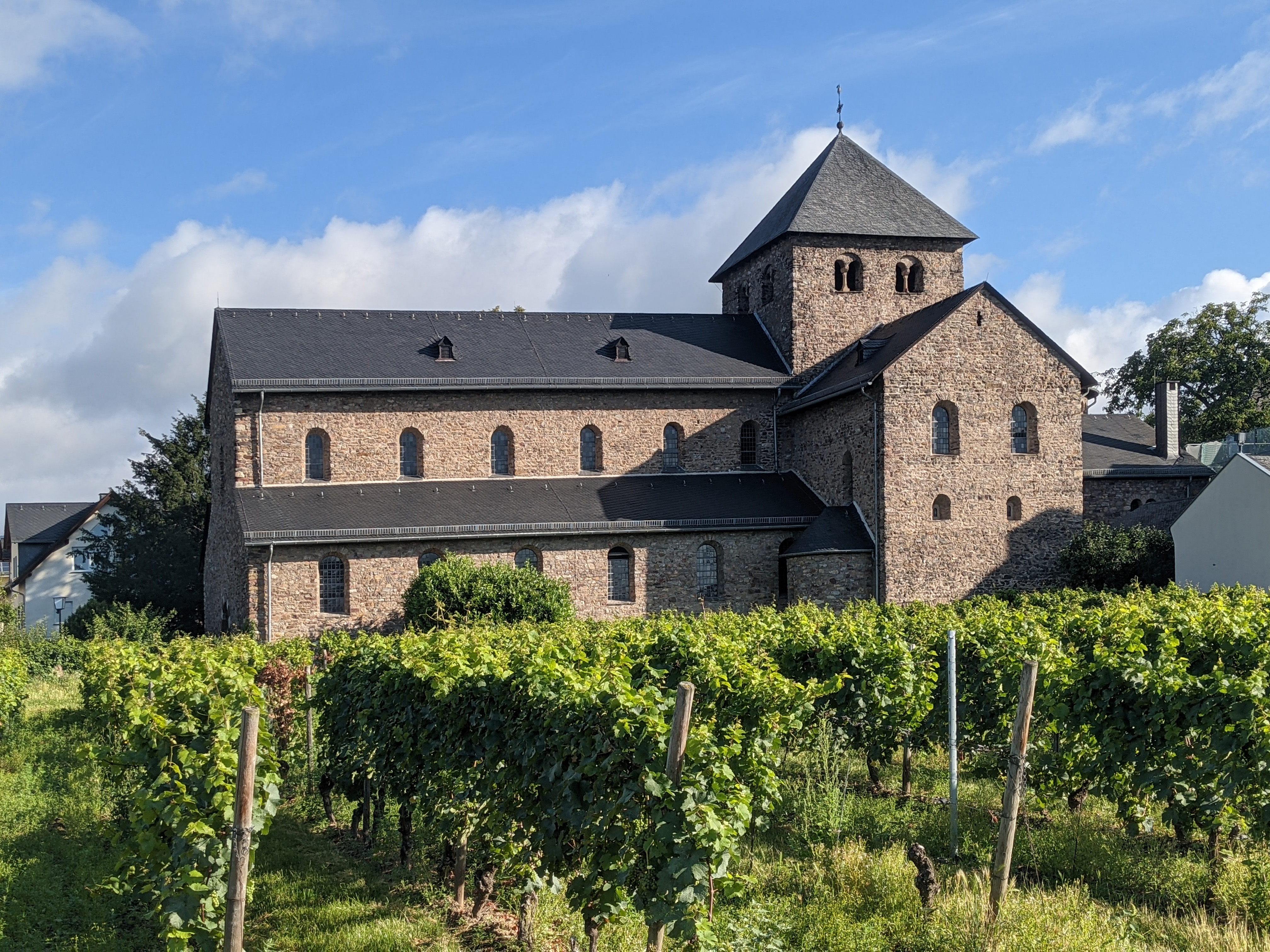
Basilique de Saint-Gilles
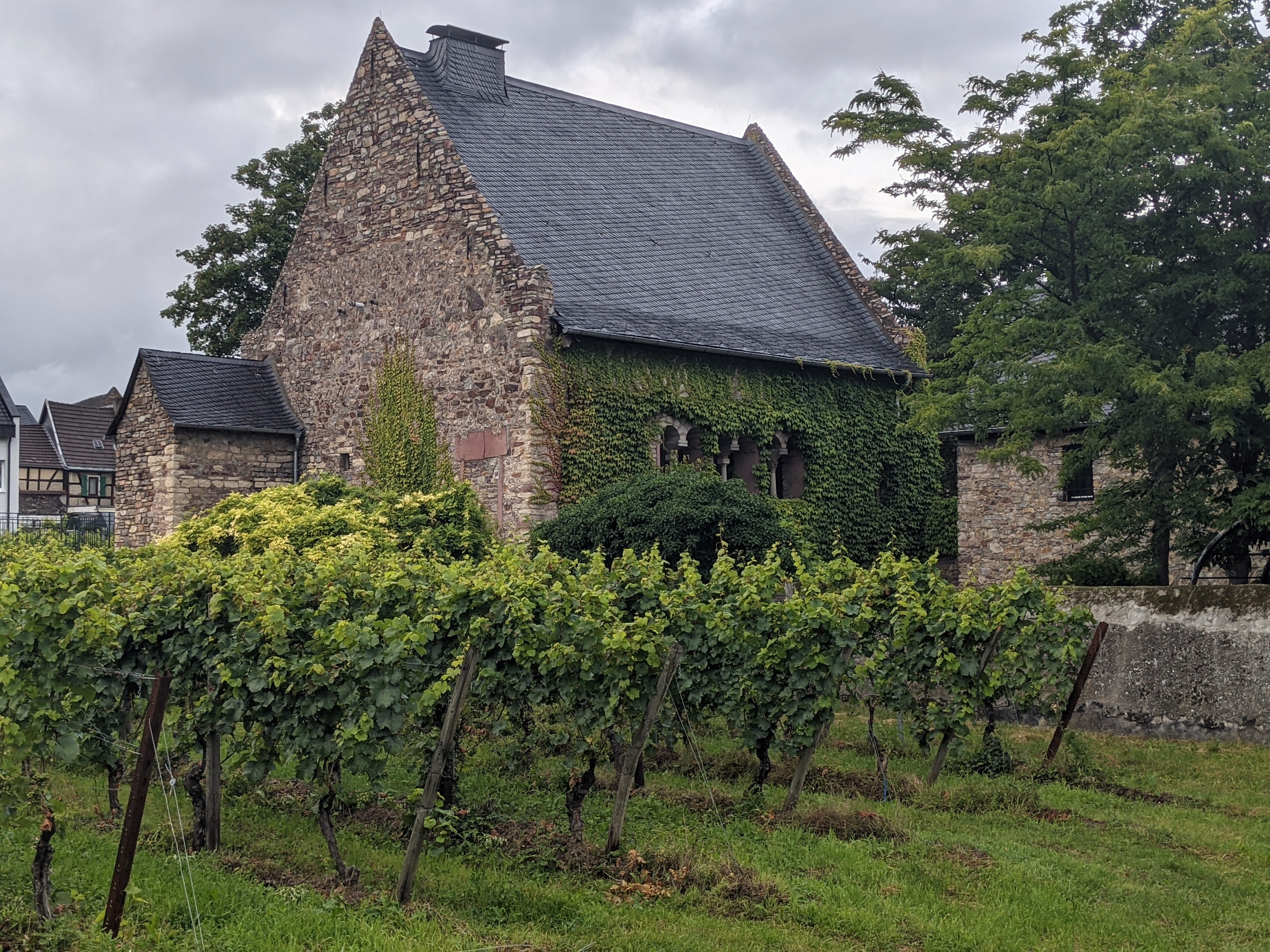
Maison grise
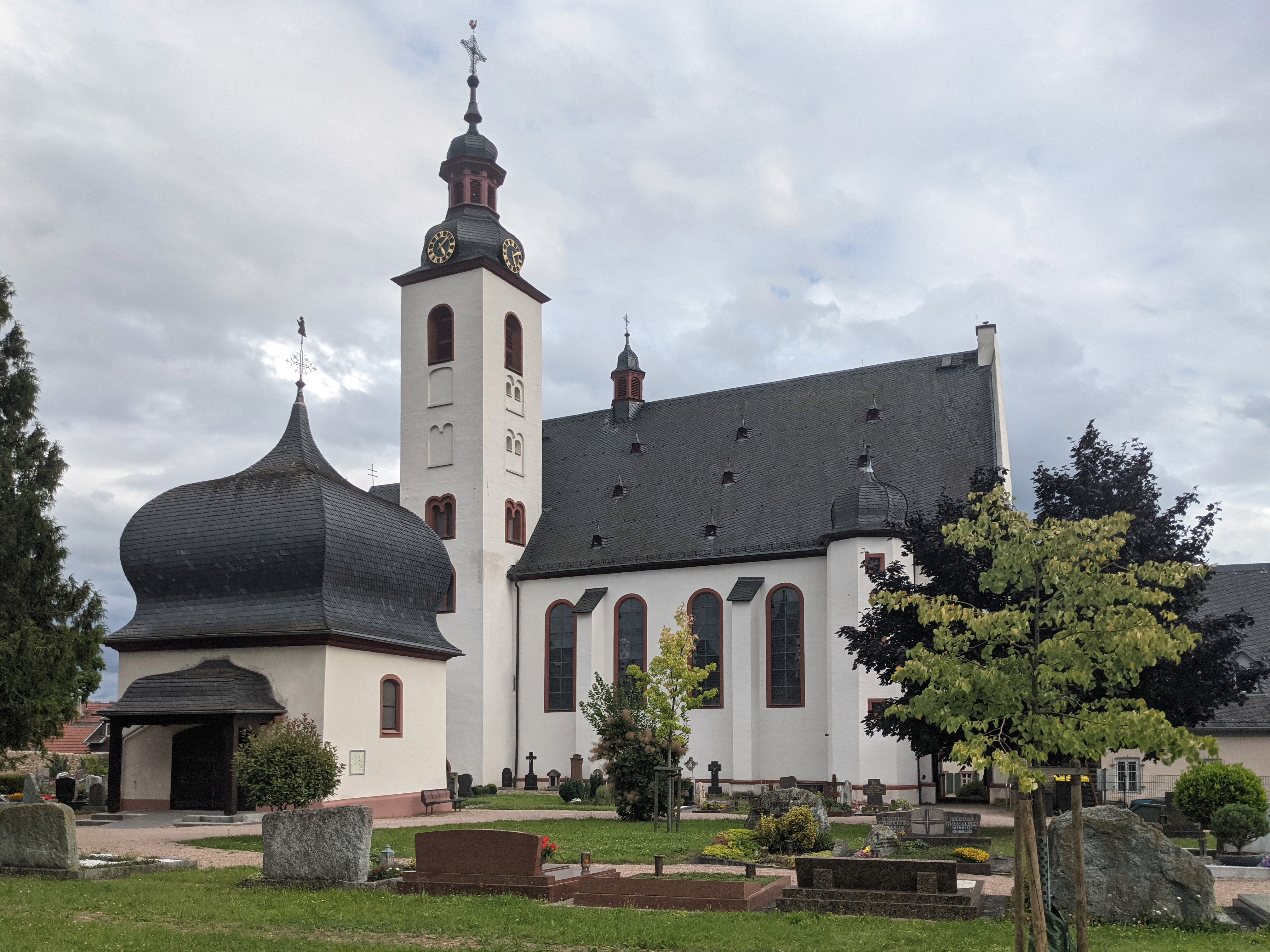
Sainte-Walburge Winkel
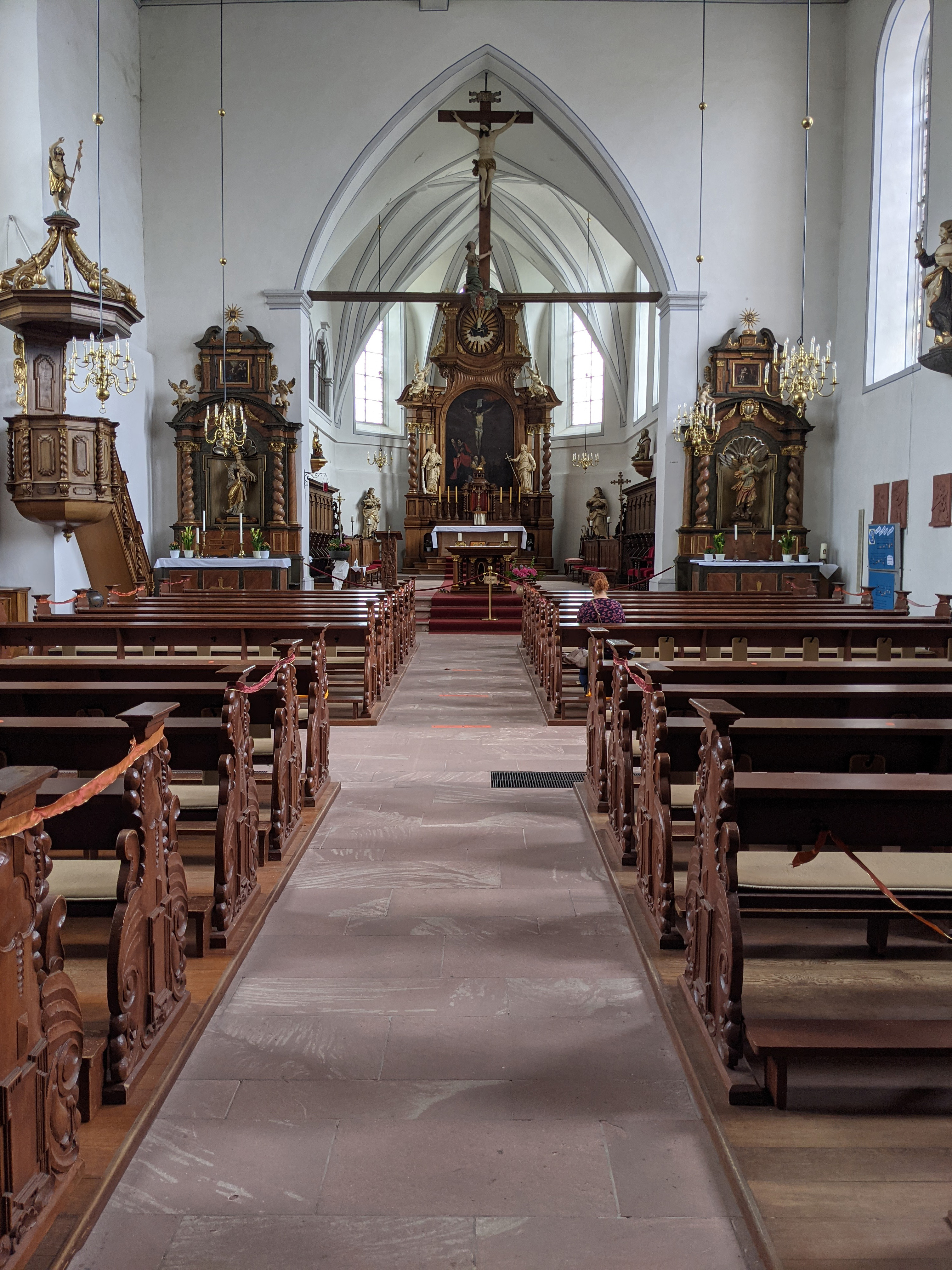
Sainte-Walburge Winkel
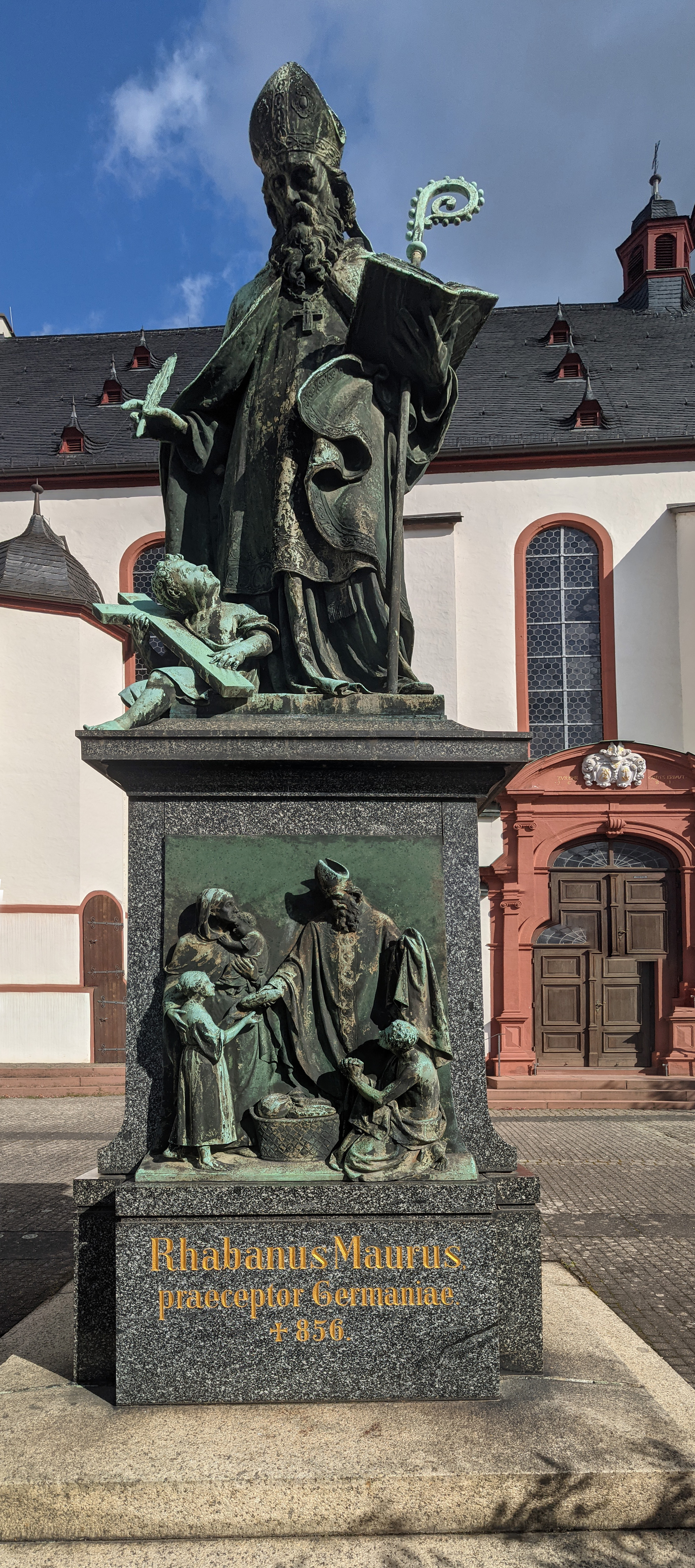
Mémorial Rabanus Maurus
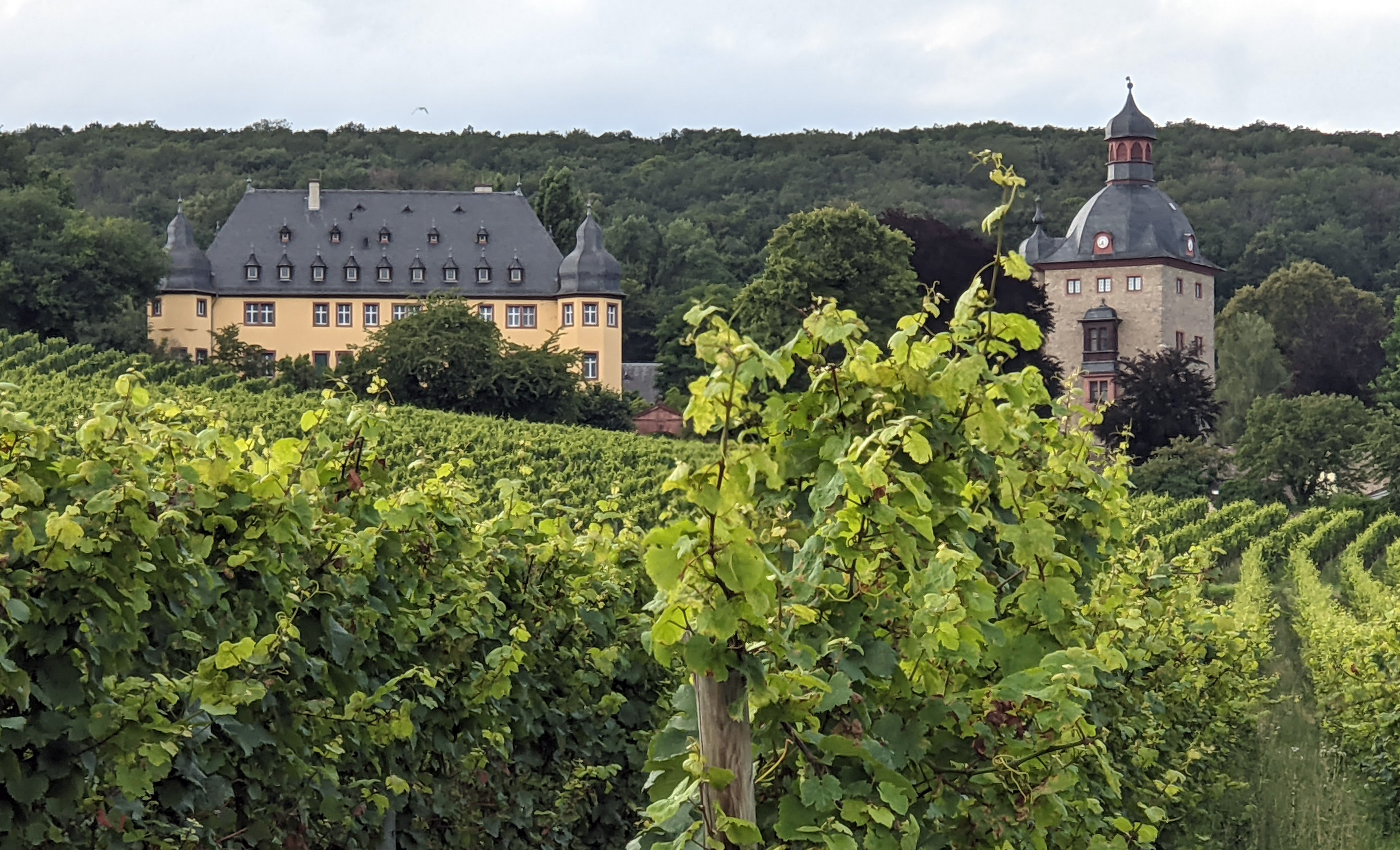
Château de Vollrads
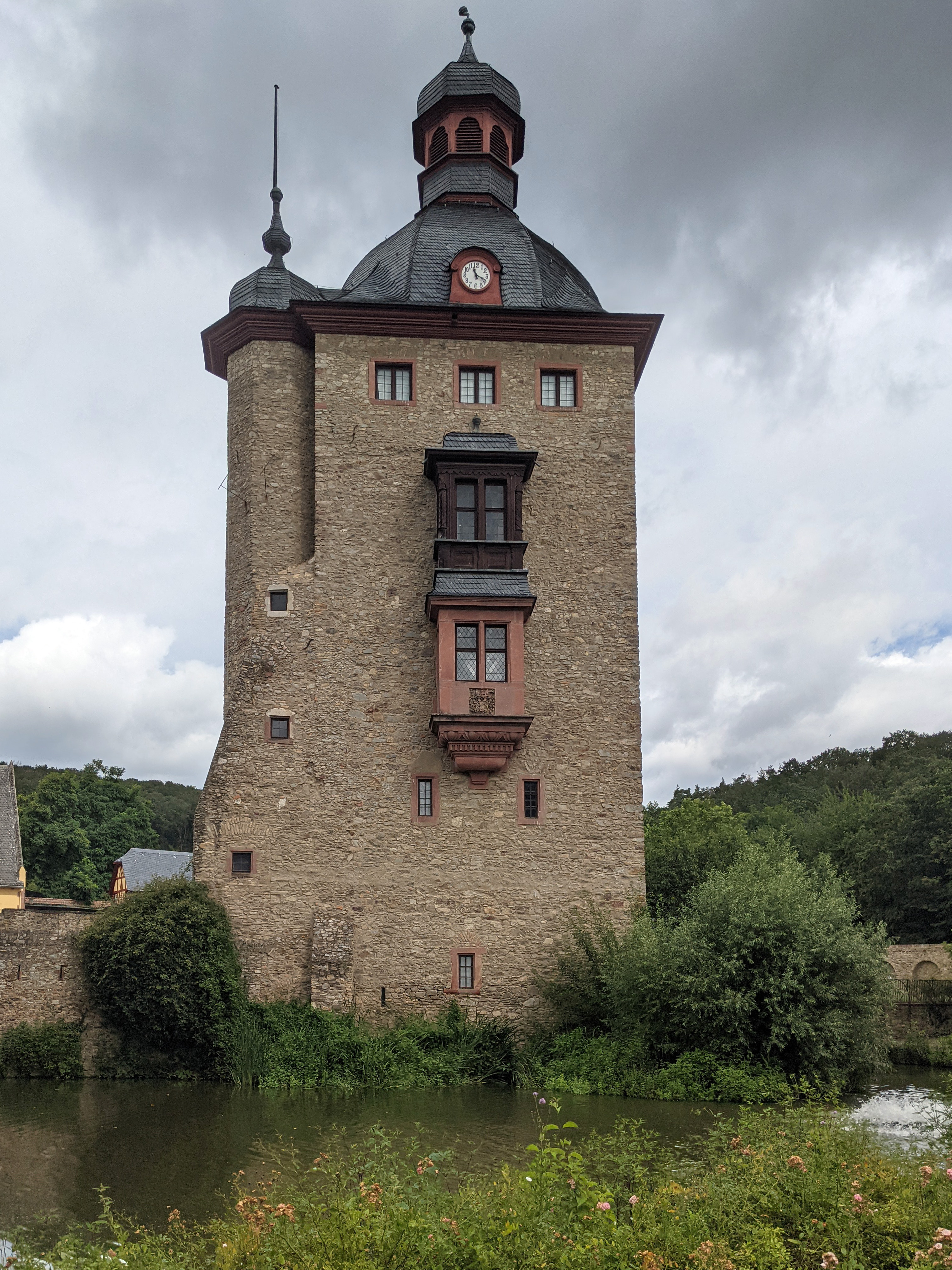
Tour du château de Vollrads